# Parafia Świętego Ducha w New Farm
Parafia Świętego Ducha w New Farm – parafia rzymskokatolicka, należąca do archidiecezji Brisbane.
Przy parafii funkcjonuje katolicka szkoła podstawowa Świętego Ducha.